# زبان، حقیقت و منطق
زبان، حقیقت و منطق (به انگلیسی: Language, Truth and Logic) کتابی است دربارهٔ معنا، که در سال ۱۹۳۶، توسط فیلسوف آلفرد جی آیر نوشته شده‌است. آیر در این کتاب اصل تحقیق‌پذیری پوزیتیویسم منطقی را تعریف کرده و توضیح می‌دهد، و برای آن استدلال می‌کند که گاهی معیار اهمیت یا معیار معنا از آن یاد می‌شود. آیر توضیح می‌دهد که چگونه می‌توان اصل اثبات‌پذیری را برای مسائل فلسفه به‌کار برد. زبان، حقیقت و منطق، برخی از ایده‌های حلقه وین و تجربه‌گرایان منطقی را مورد توجه جهان انگلیسی‌زبان قرار داد.

## پیشینه تاریخی
طبق کتاب زندگی‌نامه‌ای آیر، بخشی از زندگی من، این کتاب کاری بود که او در تابستان و پاییز ۱۹۳۳ شروع کرد و در نهایت به زبان، حقیقت و منطق، و نمایش ناممکن بودن متافیزیک (که بعداً در مجله ذهن تحت سردبیری جرج ادوارد مور منتشر شد) انجامید. عنوان کتاب، به گفته خود آیر «تا حدودی سرقت ادبی» است که از منطق، زبان، فلسفه اثر فریدریش ویزمن گرفته شده‌است.

## ملاک معنا
به گفته آیر، گزاره‌های تحلیلی توتولوژی هستند. توتولوژی عبارتی است که لزوماً درست، با تعریف درست، و تحت هر شرایطی صادق است. توتولوژی تکرار معنای یک جمله با استفاده از کلمات یا نمادهای مختلف است. به عقیده آیر، گزاره‌های منطق و ریاضیات توتولوژی هستند. توتولوژی‌ها بنا به تعریف درست هستند، و بنابراین اعتبار آن‌ها به آزمایش تجربی بستگی ندارد.
گزاره‌های ترکیبی، یا گزاره‌های تجربی، چیزی را در مورد دنیای واقعی ادعا یا رد می‌کنند. اعتبار عبارات ترکیبی صرفاً با تعریف کلمات یا نمادهای موجود در آن‌ها مشخص نمی‌شود. به عقیده آیر، اگر یک گزاره یک گزاره تجربی را بیان می‌کند، آن‌گاه اعتبار گزاره با قابلیت تأیید تجربی آن ثابت می‌شود.
گزاره‌ها بیانیه‌هایی هستند که شرایطی دارند که تحت آن می‌توان تأییدشان کرد. بر اساس اصل راستی‌آزمایی، گزاره‌های معنادار دارای شرایطی هستند که تحت آن می‌توان اعتبارشان را تأیید یا رد کرد.
گزاره‌هایی که معنی ندارند را نمی‌توان به‌عنوان گزاره بیان کرد. هر گزاره قابل‌تأییدی معنادار است، اگرچه ممکن است درست یا نادرست باشد. هر گزاره‌ای چیزی را تأیید یا رد می‌کند، و بنابراین یا درست است یا نادرست.

## انواع تأیید
آیر بین راستی‌آزمایی «قوی» و «ضعیف» تمایز قائل می‌شود و خاطرنشان می‌کند که محدودیتی برای تأیید قطعی یک گزاره وجود دارد. تأیید «قوی» (کاملاً قطعی) برای هیچ گزاره تجربی ممکن نیست، زیرا اعتبار هر گزاره همیشه به تجربه بیش‌تر بستگی دارد. از سوی دیگر، تأیید «ضعیف» (احتمالی) برای هر گزاره تجربی ممکن است.
آیر همچنین بین قابلیت تأیید عملی و نظری تمایز قائل می‌شود. اگر بتوانیم اصولاً آن‌ها را تأیید کنیم، گزاره‌هایی که ابزار عملی تأیید آن‌ها را نداریم، ممکن است هنوز معنادار باشند.
معنای لغوی نیز باید از معنای واقعی متمایز شود. معنای تحت‌اللفظی ویژگی گزاره‌هایی است که یا تحلیلی هستند یا از نظر تجربی قابل تأیید هستند. معنای واقعی ویژگی گزاره‌هایی است که بدون تحلیل معنادار هستند؛ بنابراین، عباراتی که دارای معنای واقعی هستند، چیزی در مورد دنیای واقعی می‌گویند.
آیر با هیوم موافق است که دو دسته اصلی از گزاره‌ها وجود دارد: آن‌هایی که به «روابط ایده‌ها» مربوط می‌شوند و آن‌هایی که به «موضوعات واقعی» مربوط می‌شوند. گزاره‌های مربوط به «روابط ایده‌ها» شامل گزاره‌های پیشینی منطق و ریاضیات است. از سوی دیگر، گزاره‌های مربوط به «مسائل واقعی»، ادعاهایی دربارهٔ جهان تجربی دارند.
آیر استدلال می‌کند که گزاره‌های فلسفی تحلیلی هستند و با «روابط ایده‌ها» سروکار دارند. وظیفه فلسفه روشن ساختن روابط منطقی گزاره‌های تجربی است. اگر معنای گزاره‌ها با تأییدپذیری تعریف شود، آن‌گاه فلسفه نمی‌تواند حقایق نظری دربارهٔ گزاره‌های متافیزیکی ارائه دهد که به‌طور تجربی قابل تأیید نباشد.

## حمله به متافیزیک
آیر این تز متافیزیکی را رد می‌کند که فلسفه می‌تواند به ما آگاهی از یک واقعیت متعالی بدهد. او استدلال‌های متافیزیکی را رد می‌کند، و آن‌ها را بی‌معنی می‌خواند و می‌گوید که نمی‌توان آن‌ها را به‌طور تجربی تأیید کرد. او استدلال می‌کند که گزاره‌های متافیزیکی معنای تحت‌اللفظی ندارند و نمی‌توان آن‌ها را تابع معیارهای صدق یا کذب قرار داد.
پیامد مهم کنار گذاشتن متافیزیک به‌عنوان دغدغه فلسفه، رد این دیدگاه است که کارکرد فلسفه پیشنهاد اصول اساسی معنا و ساختن یک دستگاه صوری با ارائه پیامدهای این اصول معنا به‌عنوان تصویری کامل از واقعیت است.
به عقیده آیر، هیچ گزاره‌ای در مورد «موضوع واقعی» هرگز نمی‌توان نشان داد که لزوماً درست باشد، زیرا همیشه این احتمال وجود دارد که با آزمایش‌های تجربی بیش‌تر رد شود. قطعیت منطقی فقط برای مشاهدات تحلیلی، که توتولوژی هستند، ممکن است، و نه برای مشاهدات تجربی مربوط به «موضوعات واقعی».
آیر توضیح می‌دهد که تجربه‌گرایی رادیکال او با عقل‌گرایی مخالف است. عقل‌گرایی ادعا می‌کند که حقایقی در مورد جهان وجود دارد که می‌توان آن‌ها را با استدلال پیشینی یا مستقل از تجربه شناخت. بر اساس اصل اثبات‌پذیری، گزاره‌های مربوط به «مسائل واقعی» تنها در صورتی می‌توانند معنادار باشند که قابلیت تأیید تجربی داشته باشند.
آیر با توضیح کانت دربارهٔ تمایز بین قضاوت‌های تحلیلی و ترکیبی موافق است و آن را توضیح می‌دهد. به عقیده آیر، یک گزاره زمانی تحلیلی است که اعتبار آن تنها به تعاریف نمادهایی که در آن موجود است بستگی داشته باشد. یک گزاره در صورتی ترکیبی است که اعتبار آن با حقایق تجربه مشخص شود.
مشاهدات تحلیلی به ما دانش جدیدی می‌دهد، زیرا پیامدهای نامشخص اظهارات و باورهای ما را آشکار می‌کنند. اما مشاهدات تحلیلی به ما دانش جدیدی از مسائل واقعی نمی‌دهد، زیرا فقط چیزهایی را که قبلاً شناخته شده‌اند به ما می‌گویند.

## حقیقت به‌مثابه اعتبار
آیر صدق را معیاری تعریف می‌کند که گزاره‌های تجربی با آن اعتبار می‌یابند. گفتن این‌که یک گزاره صادق است صرفاً ادعای آن است و گفتن این‌که یک گزاره نادرست است صرفاً ادعای یک گزاره متناقض است؛ بنابراین، صدق و کذب صرفاً نشانه‌های ادعا یا انکار گزاره‌های قابل تأیید تجربی هستند.
به همین ترتیب، ادعاهای ارزش تنها تا آن‌جا معنا دارند که قابل تأیید باشند. اگر یک قضاوت اخلاقی یا زیبایی‌شناختی را نتوان در معرض آزمایش تجربی قرار داد، پس بی‌معنی است. یک آزمون تجربی ممکن است عملی یا نظری باشد.

## قضاوت‌های ارزشی
از نظر آیر، قضاوت‌های اخلاقی یا زیبایی‌شناختی ذهنی هستند تا عینی، و نمی‌توان آن‌ها را درست یا نادرست نشان داد. قضاوت‌های اخلاقی یا زیبایی‌شناختی احساسات را بیان می‌کنند نه گزاره‌ها را، و اعتبار عینی ندارند. قضاوت‌های ارزشی تحلیلی نیستند و به‌عنوان «موضوعات واقعی» قابل تأیید نیستند.
به گفته آیر، وقتی دربارهٔ درست یا نادرستی یک قضاوت ارزشی بحث می‌کنیم، واقعاً در مورد حقایق تجربی که یک قضاوت ارزشی بر آن استوار است یا در مورد تفسیر منطقی واقعیت‌های تجربی بحث می‌کنیم. ما نمی‌توانیم در مورد چیزی که نمی‌تواند به‌عنوان یک گزاره بیان شود بحث کنیم. ما فقط می‌توانیم در مورد چیزی بحث کنیم که بتوان آن را به‌صورت تحلیلی یا تجربی تأیید کرد.
از نظر آیر، گزاره‌های متافیزیکی، مانند گزاره‌های مربوط به واقعیت متعالی، اعتبار عینی ندارند و بنابراین بی‌معنی هستند. نمونه‌هایی از این فقدان معنا عبارتند از جملاتی دربارهٔ وجود یا عدم وجود خدا. به گفته آیر، چنین اظهاراتی نه قابل اثبات است و نه رد، و نمی‌توان آن را با آزمایش تجربی تأیید یا باطل کرد.

## برداشت جدید از فلسفه
تجربه‌گرایی منطقی آیر کمک مهمی به فلسفه می‌کند، زیرا روشی برای پایان دادن به اختلافات فلسفی غیرقابل حل ارائه می‌دهد. در تجربه‌گرایی منطقی آیر، فلسفه دیگر به‌عنوان یک دغدغه متافیزیکی تلقی نمی‌شود، و جستجوی اصول اولیه و تلاشی برای ارائه حقایق نظری دربارهٔ ماهیت واقعیت نهایی نیست. در عوض، فلسفه فعالیتی برای تعریف و تبیین روابط منطقی گزاره‌های تجربی دیده می‌شود. در بررسی چگونگی تمایز بین یک انسان آگاه و یک ماشین ناخودآگاه، در سال ۱۹۵۰، آیر توسعه آزمون تورینگ را برای آزمایش توانایی ماشین برای نشان دادن هوش (آگاهی) پیش‌بینی می‌کند.
اصل تأییدپذیری ممکن است وسیله‌ای برای رد خودسرانه هر مفهوم انتزاعی یا متعالی، مانند «حقیقت»، «عدالت» یا «فضیلت» باشد. چنین مفاهیمی فاقد معنای تحت‌اللفظی هستند؛ بنابراین، دیدگاه آیر ممکن است به یک شکاکیت رادیکال تبدیل شود. اخلاق، زیبایی‌شناسی و دین همگی بی‌معنا و فاقد معنای تحت‌اللفظی تلقی می‌شوند. مفاهیم اخلاقی صرفاً به‌عنوان بیان احساس در نظر گرفته می‌شوند. مفاهیم اخلاقی یا زیبایی‌شناختی فاقد محتوای واقعی تلقی می‌شوند و بنابراین نمی‌توان آن‌ها را معتبر یا نامعتبر پذیرفت.
آیر با دقت توضیح می‌دهد که اصل تأیید یک تعریف از معنا است و این یک گزاره تجربی نیست. او اذعان می‌کند که تعاریف ممکن دیگری از معنا وجود دارد.
بیش‌ترین احتیاط در مورد این اصل این است که آیا خودش قابل تأیید است یا خیر. این موضوع در گفت‌وگوی داستانی «پوزیتیویسم منطقی: یک بحث» مطرح شد. آیر معتقد بود که می‌توان آن را به‌صورت تحلیلی از تعاریف معمول کلماتی مانند «درک» استخراج کرد. او اذعان کرد که پس از آن می‌توان برای تأیید آن تعریفی درخواست کرد و سپس به یک پس‌رفت بی‌نهایت ادامه داد. آیر گزینه دوم را صرفاً به‌عنوان چیزی که ارزش بررسی ندارد درنظر گرفت، اگرچه فیلسوفانی مانند دونالد دیویدسون و ریچارد رورتی از آن زمان برای تضعیف دیدگاه عینی زبان که در آثاری مانند زبان، حقیقت و منطق یافت می‌شود، استفاده کرده‌اند.

## رد پوزیتیویسم منطقی
پوزیتیویسم منطقی رنگ و بوی فلسفی آن روزها، در دهه‌های ۱۹۲۰ و ۱۹۳۰ بود، و در واقع توسط آیر در کتاب زبان، حقیقت و منطق خود رایج شد. با این حال، خود آیر بعداً بسیاری از کارهای خود را رد کرد. او پنجاه سال پس از نوشتن کتابش گفت: پوزیتیویسم منطقی خیلی وقت پیش مرد. به نظر من خیلی از مطالب زبان، حقیقت و منطق درست نیست و پر از اشتباه است.»

## جزئیات انتشار
تا سال ۲۰۰۲، این کتاب در دوازده نسخه چاپ شده بود. این نسخه‌ها عبارت بودند از:
- ۱۹۳۶، لندن: انتشارات ویکتور گولانز، صفحه LCCN 36-18286، ۲۵۴
- ۱۹۴۶، لندن: انتشارات ویکتور گولانز، صفحه LCCN 46-8544، ۲۵۴
- ۱۹۵۲، شهر نیویورک: انتشارات داور، صفحه ۱۶۰، LCCN 52-860
- ۱۹۷۱، هارموندزورث: Penguin Books، صفحه ۲۰۸، شابک ‎۰-۱۴-۰۲۱۲۰۰-۰